# Дезна (комуна)
Дезна (рум. Dezna) — комуна у повіті Арад в Румунії. До складу комуни входять такі села (дані про населення за 2002 рік):
- Бухань (207 осіб)
- Дезна (910 осіб) — адміністративний центр комуни
- Лаз (62 особи)
- Нягра (154 особи)
- Слатіна-де-Кріш (190 осіб)

Комуна розташована на відстані 371 км на північний захід від Бухареста, 76 км на схід від Арада, 111 км на захід від Клуж-Напоки, 106 км на північний схід від Тімішоари.

## Населення
За даними перепису населення 2002 року у комуні проживали 1523 особи.
Національний склад населення комуни:
| Національність | Кількість осіб | Відсоток |
| -------------- | -------------- | -------- |
| румуни         | 1495           | 98,2%    |
| цигани         | 11             | 0,7%     |
| угорці         | 10             | 0,7%     |
| німці          | 3              | 0,2%     |
| серби          | 2              | 0,1%     |
| українці       | 1              | 0,1%     |
| словаки        | 1              | 0,1%     |

Рідною мовою назвали:
| Мова       | Кількість осіб | Відсоток |
| ---------- | -------------- | -------- |
| румунська  | 1507           | 98,9%    |
| угорська   | 11             | 0,7%     |
| німецька   | 3              | 0,2%     |
| українська | 1              | 0,1%     |
| словацька  | 1              | 0,1%     |

Склад населення комуни за віросповіданням:
| Релігія            | Кількість осіб | Відсоток |
| ------------------ | -------------- | -------- |
| православні        | 1330           | 87,3%    |
| баптисти           | 103            | 6,8%     |
| п'ятдесятники      | 65             | 4,3%     |
| адвентисти         | 12             | 0,8%     |
| римо-католики      | 8              | 0,5%     |
| реформати          | 3              | 0,2%     |
| атеїсти            | 1              | 0,1%     |
| не вказали релігію | 1              | 0,1%     |